# Прокоф'єва Катерина Валеріївна
Катерина Валеріївна Прокоф'єва (нар. 13 березня 1991 року) — російська ватерполістка, рухливий нападник «КИНЕФ-Сургутнефтегаз» і збірної Росії.

## Кар'єра
Учасниця Олімпійських ігор 2008 і 2012 років.

## Нагороди
- Медаль ордена «За заслуги перед Вітчизною» II ступеня (25 серпня 2016 року) — за високі спортивні досягнення на Іграх XXXІ Олімпіади 2016 року в місті Ріо-де-Жанейро (Бразилія), проявлену волю до перемоги[2].
- Почесна грамота Президента Російської Федерації (2013).